# Андреј Жван
Андреј Жван – Борис (Сподње Горје, 21. новембар 1915 — Порезен, 24. март 1945), учесник Народноослободилачке борбе и народни херој Југославије.

## Биографија
Рођен је 1915. године у месту Сподње Горје. Након завршене основне школе, помагао је оцу при обрађивању земље. Око 1933. године, постао је активан у културно-просветном друштву „Слобода“ у родном месту. Након служења војног рока 1937-1941, запослио се у железари у Јесеницама, где је првобитно био обичан радник, али се после усавршио као електроварилац. Године 1938. постао је члан Савеза комунистичке омладине Југославије, а 1939. члан Комунистичке партије Југославије.
Након окупације Југославије 1941, укључио се у припреме словеначких комуниста за оружани устанак. Како би избегао хапшење, заједно с браћом Алојзом и Јанезом, пребегао је јула 1941. године партизанима Јесеничке чете на Покљуки и с њима учествовао у нападу на Немце 1. августа код Межакље. Након битке на Котличу 8. августа, био је постављен за командира вода. Децембра 1941, учествовао је у организовању Народноослободилачког покрета у околини Бледа и Бохиња, те је заједно с Јакобом Бокалом основао и водио партизански батаљон „Франце Прешерен“.
Од почетка 1942, био је командир Прешернове чете на Покљуки, која је у лето исте године прерасла у Други батаљон Горењског партизанског одреда. Жван је августа исте године био именован за команданта тог одреда. На јесен је оболео, па се привремено повукао из борби. Почетком 1943, поновно се вратио у састав батаљона на Кљуки. По оснутку Седме словеначке бригаде „Франце Прешерен“, био је командант минерско-диверзантског вода „Триглав“, који је извео неколико успешних напада на немачке објекте и патроле. Новембра 1943, добио је чин поручника НОВЈ. Јануара 1944. се поновно разболео. Након оздрављења, завршио је официрску школу при Главном штабу НОВ и ПО Словеније, а крајем 1944. додељена му је функција заменика команданта Горењског оперативног подручја. Тамо је водио бригу и о приливу нових снага у горењске партизанске јединице. Те је године био одликован Орденом за храброст.
Током последње непријатељске офанзиве на подручју Горењске и Приморске, Жван је био командант велике, али слабо наоружане групе партизана, коју су на Порезну опколиле немачке снаге. Погинуо је 24. марта 1945, током пробоја непријатељског обруча.
Након завршетка рата, сахрањен је у групној гробници палих бораца на гробљу у родном Сподњем Горју.
Указом председника Федеративне Народне Републике Југославије Јосипа Броза Тита, 27. новембра 1953. године, проглашен је за народног хероја.